# Hertz Arena
Die Hertz Arena ist eine Mehrzweckhalle im US-amerikanischen Village Estero, Lee County, im Südwesten des Bundesstaates Florida. Die Veranstaltungsstätte liegt zwischen den Städten Fort Myers und Naples und ist über die Ausfahrt 123 der Interstate 75 erreichbar.

## Geschichte
Die 1998 eröffnete Arena hat eine Fläche von 171.000 sq ft (etwa 15.886 m²) und bietet bei Eishockeyspielen 7181 Sitzplätze. Zu Konzerten stehen über 8500 Plätze zur Verfügung. Des Weiteren ist sie mit 26 Luxussuiten, vier Tagungsräumen und einem Sportartikelgeschäft ausgestattet. Das Restaurant der Veranstaltungshalle mit Blick auf die Eisfläche hat 220 Plätze. Neben der Haupteisfläche stehen zwei weitere Eisflächen für den Freizeitsport zur Verfügung. Die Hertz Arena ist Schauplatz verschiedener Veranstaltungen wie Konzerte (u. a. Cher, Elton John, Alan Jackson, Guns N’ Roses, Def Leppard, Sting, Keith Urban, Eric Church, die Zac Brown Band und Toby Keith), Familien- und Stand-up-Comedyshows (z. B. Stars on Ice, Disney On Ice, WWE Wrestling, Bauchredner Jeff Dunham, das Boston Pops Orchestra oder Lord of the Dance)
Die Eishockeymannschaft der Florida Everblades (ECHL) trägt seit der Eröffnung ihre Heimspiele in der Arena aus. Des Weiteren waren die Basketballteams der Florida Sea Dragons (USBL, 2000–2003) und der Florida Flame (NBA D-League, 2004–2006) sowie die Arena-Footballmannschaften der Florida Firecats (af2, 2001–2009) und der Florida Tarpons (verschiedene Ligen, 2012–2017) in der damaligen Germain Arena beheimatet. Das Eishockeyteam der Florida Gulf Coast Eagles (ACAA) nutzt die Halle gelegentlich. Ab Mai 2019 soll eine neue Arena-Footballmannschaft namens Gulf Coast Fire in der Hertz Arena ihre Partien der neuen A-League austragen.

## Name
Anfänglich war die Halle als Everblades Arena, nach den Florida Everblades, benannt. 1999 wurde die TECO Energy Inc. mit einem Vertrag über 20 Jahre Namenssponsor. Schon fünf Jahre später wechselte der Namen in Germain Arena, nach der Germain Automotive Group. Im September 2018 wurde die Umbenennung der Sportstätte in Hertz Arena, durch eine Vereinbarung mit der in Estero ansässigen Hertz Corporation, bekannt.